# Kingdom Come: Deliverance II
Kingdom Come: Deliverance II je akční hra na hrdiny od českých Warhorse Studios, vydaná 4. února 2025 rakouskou společností Deep Silver. Jde o pokračování jejich první hry Kingdom Come: Deliverance z roku 2018.

## Hratelnost
Kingdom Come: Deliverance II rozšiřuje hratelnost a herní obsah předchůdce, do hry přibyly například kuše a píšťaly. Vylepšení doznala také umělá inteligence nehratelných postav, které dynamicky reagují na aktuální činnost hráče.

## Příběh a zasazení
Kingdom Come: Deliverance II se odehrává v Českém království roku 1403 během konfliktu mezi Václavem IV a Zikmundem Lucemburským a jejich stoupenci. Děj hry, jejímž hlavním hrdinou je opět mladík Jindřich, začíná dva dny po konci prvního dílu. Ve hře vystupují další postavy z českých dějin, například Jan Ptáček z Pirkštejna, Ota III. z Bergova, Jan Žižka, Boček z Poděbrad, Hanuš z Lipé, Racek Kobyla ze Dvorce, Jošt Moravský, Markvart z Úlic, Oldřich Vavák z Hradce a Hynek Suchý Čert.
Hra obsahuje co nejvíce historicky přesné oblečení a brnění, ale i reálná města a vesnice. Dvě velké mapy leží ve středu Čech, okolo hradu Trosky v Českém ráji a v okolí Kutné Hory. Obě oblasti jsou přibližně stejně velké jako mapa prvního dílu. Hráč může navštívit například lokalitu dnešní přírodní rezervace Apolena, tehdejší tvrz Malešov, hrad Nebákov nebo vesnice Troskovice, Želejov, Miskovice, Bylany a Suchdol.

## Vývoj a vydání
V dubnu 2024 vývojáři oznámili, že Kingdom Come: Deliverance 2 vyjde tentýž rok na platformách Microsoft Windows, PlayStation 5 a Xbox Series X/S. V srpnu 2024 nicméně odložili vydání na 11. února 2025. V prosinci 2024 autoři termín vydání posunuli o týden dřív a hra vyšla 4. února 2025.
V porovnání s předchozím dílem se počet zaměstnanců Warhorse Studios zdvojnásobil a rozpočet Kingdom Come: Deliverance II dosáhl vysokých stovek milionů korun. Hudba se nahrávala v pražském Rudolfinu.
Na rozdíl od prvního dílu (který měl jen fanouškovský český dabing) pokračování obsahuje profesionální český dabing. Dabing je také vytvořený v angličtině, španělštině, francouzštině, němčině a japonštině, titulky jsou dále volitelné v portugalštině, italštině, polštině, ruštině, ukrajinštině, čínštině, korejštině a turečtině.
Český dabing namluvili například známí herci Pavel Zedníček, Kristýna Leichtová, Marek Vašut, Josef Dvořák, Petr Nárožný, Ondřej Vetchý, Richard Wágner, Matouš Ruml, Martin Preiss, Václav Knop a Bohuslav Kalva. Herci také propůjčili postavám svou tvář.
Dne 15. května 2025 bylo vydáno první DLC s názvem Barvy smrti (angl. Brushes With Death).

## Kontroverze
Kontroverze vyvolaly scény, ve kterých se ve hře vyskytuje homosexuální tematika a černošský lékař. Zároveň se objevily spekulace, že hra bude zakázaná v Saúdské Arábii. Kreativní ředitel Warhorse Studios Daniel Vávra v reakci uvedl, že Kutná Hora byla ve středověku bohatým a rozmanitým městem a lékař Musa z afrického Mali přišel do Čech s invazním vojskem jako člen královského dvora. Zároveň dodal, že všechny románky jsou čistě volitelné a prohlásil, že hra v žádné zemi zakázaná není.

## Přijetí

### Kritika
| Agregátor  | Skóre                                  |
| ---------- | -------------------------------------- |
| Metacritic | (PC) 88/100 (PS5) 87/100 (XSXS) 88/100 |
| OpenCritic | 96 % doporučuje                        |

Na serveru sbírajícím světové recenze Metacritic má Kingdom Come: Deliverance II „celkově příznivé“ hodnocení. Dle agregátoru OpenCritic doporučilo titul 96 % kritiků. Ti chválili hru za její pohlcující otevřený svět, herní mechaniky a příběh.
Český server BonusWeb.cz hodnotil hru 90 %, Doupě.cz 90 %, Games.cz 90 %, Hrej.cz 90 %, Zing.cz 90 %, Indian-tv.cz 90 % a Vortex.cz 80 %.

### Prodeje
Kingdom Come: Deliverance II bylo v den vydání nejprodávanějším titulem na Steamu a za úvodní den prodalo milion kopií. Za necelé dva týdny dosáhlo na dva miliony prodejů. Tři měsíce po premiéře Kingdom Come: Deliverance II oznámili Warhorse Studios tři miliony prodaných kusů, přičemž nejsilnějším trhem byly Spojené státy následované Čínou, Německem a Českem.

### Ocenění
Titul v srpnu 2024 zvítězil v kategorii Nejlepší PC hra na největším světovém veletrhu videoher Gamescom.

## Galerie

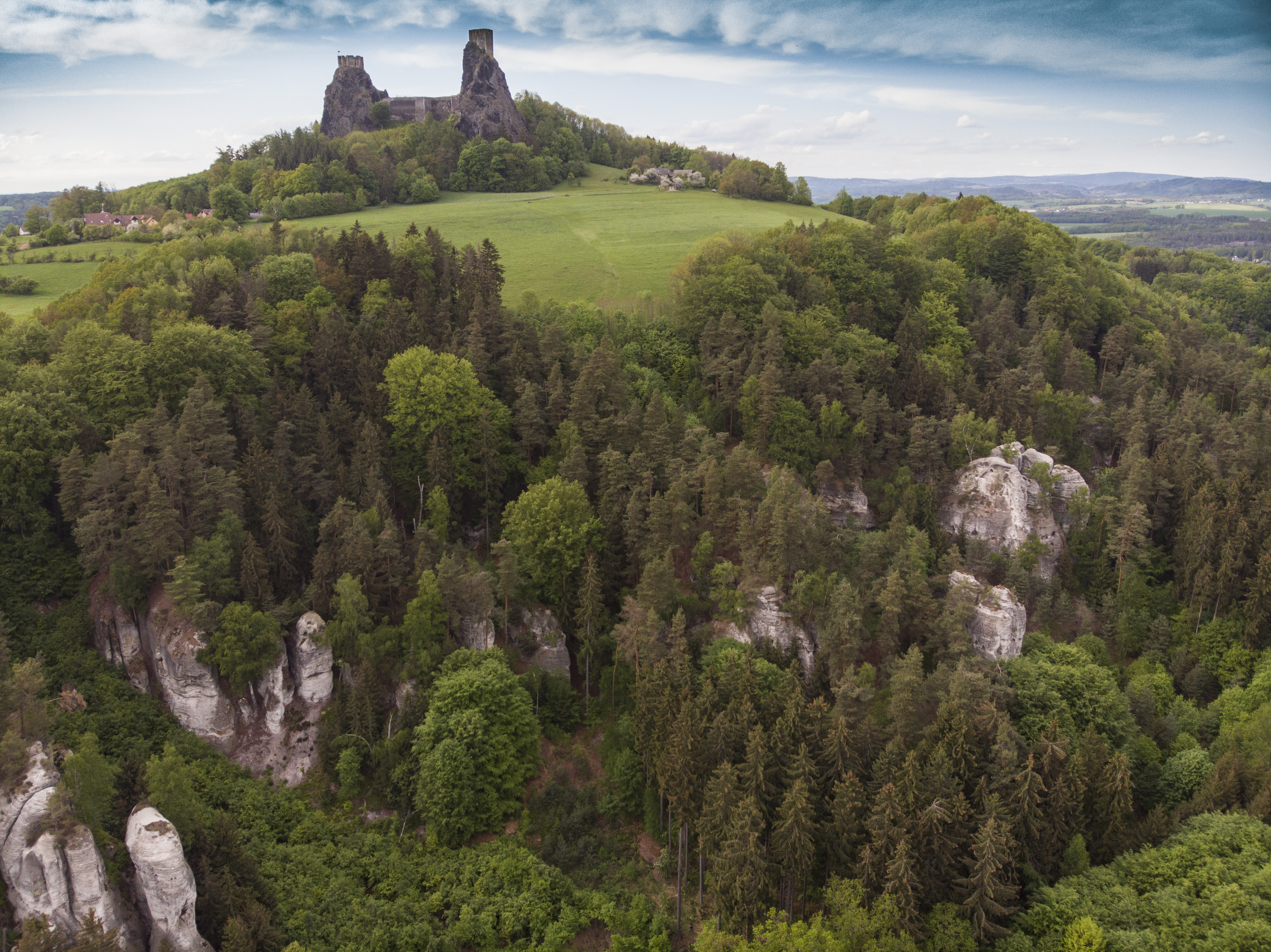
Hrad Trosky a přírodní rezervace Apolena
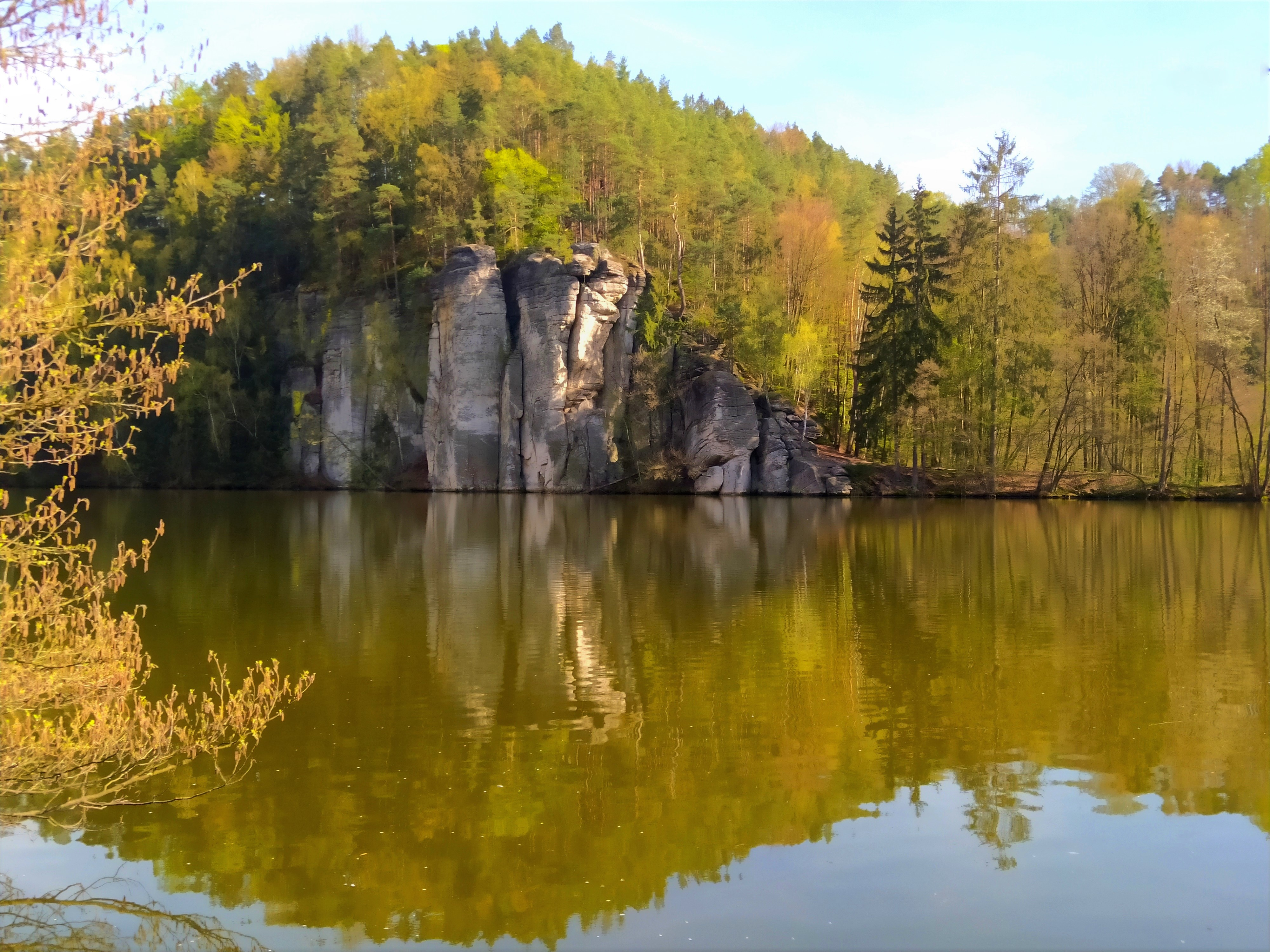
Věžický rybník na potoce Jordánka
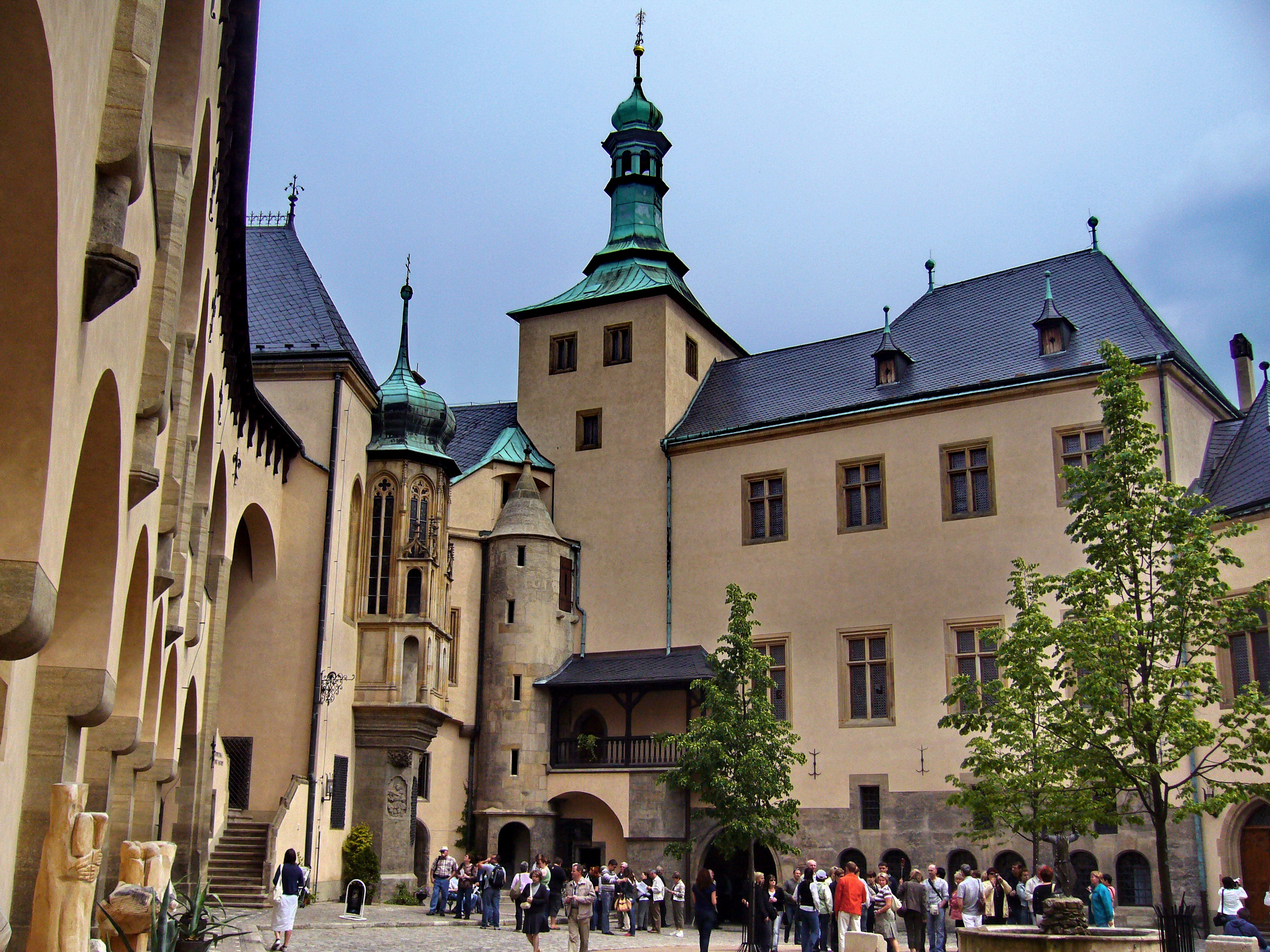
Vlašský dvůr v Kutné Hoře